# Замена улога
Замена улога је психотерапеутска техника која се заснива на приказивању међуљудских конфликата протагонисте на сцени. Ова техника је карактеристична за психодраму и сматра се једном од најважнијих и најефективнијих техника у оквиру овог психотерапеутског метода. Ова техника подразумева да се протагониста измести из своје позиције и стави се у позицију друге особе и преузме ту улогу. На тај начин друга особа која се у терминологији психодраме назива и помоћник може да сагледа и разуме како се та улога може играти.  Ова техника има вишеструку корист за све који учествују у замени улога јер омогућава протагонисти да боље сагледа позицију друге особе, а са друге стране омогућава помоћнику и публици да науче нешто више о датој улози. 

## Теорија
Психодрама обухвата три важне технике: дубловање, технику огледала и технику замене улога. Свака од ових техника одражава једну од три фазе развоја детета које је дефинисао Џејкоб Леви Морено, фазу идентитета (дубловање), фазу препознавања селфа (техника огледала) и фазу препознавања других особа. Замена улога подразумева да је особа у могућности да прави разлике када су у питању време, места и друге особе, као и да је у могућности да се измести из своје перспективе и заузме перспективу друге особе како би могла да преузме њену улогу. Ова техника помаже протагонисти да боље истражи и разуме различите информације о значајном другом

## Метод
Замена улога подразумева промену позиција између протагонисте и значајног другог попут чланова породице, пријатеља, друга из школе или колеге са посла. Протагониста има задатак да представи држање, начин говора, понашање, емоционалне реакције ставове и друге информације о њему драгој особи.

## Функција
Аутор Луис Јаблонски истиче четири функције замене улога: 
- Замена улога омогућава протагонисти да разуме и саосети са позицијом друге особе и како друга особа реагује са својом околином.
- Ова техника такође омогућава другој особи (помоћнику) да опази себе у огледалу, тј. сагледа своје реакције и ставове из друге перспективе.
- Замена улога такође омогућава протагонисти да у ситуацији конфликта не заузме своју одбрамбену позицију.

- Замена улога такође омогућава помоћнику да разуме како други виде његове реакције у конкретној ситуацији.[6]

Поред овога замена улога омогућава протагонисти да сагледа сукоб са драгом особом објективније и да заобиђе егоцентричне реакције. Замена улога дакле помаже како протагонисти, тако и помоћнику, али и свим другим људима који учествују у групној терапији. 